# Senato bizantino
Il Senato bizantino, o senato dell'Impero romano d'Oriente (in greco antico: Σύγκλητος?, Synklētos, o Γερουσία, Gerousia), è stato un organo istituzionale istituito nel IV secolo da Costantino, operativo a Costantinopoli dal 377 fino al 1453 (caduta dell'Impero Bizantino). Originariamente era formato da senatori romani che si trasferirono a vivere in Oriente, o da alti funzionari bizantini. Costantino offrì terra e grano gratis a tutti i senatori romani che erano disposti a trasferirsi in Oriente. Quando Costantino fondò il Senato orientale a Bisanzio, inizialmente assomigliava ai consigli di città importanti come Antiochia piuttosto che al Senato romano. Suo figlio Costanzo II lo sollevò dalla posizione di municipale a quella di un corpo imperiale, ma il Senato di Costantinopoli aveva essenzialmente gli stessi poteri limitati del Senato a Roma. Costanzo II aumentò il numero dei senatori a 2000 includendo i suoi amici, cortigiani e vari funzionari provinciali.

## Le origini e la divisione dell'Impero
Nel 324 l'imperatore Costantino I scelse Costantinopoli come nuova capitale dell'impero, nel 326 diede inizio ai lavori per la costruzione della nuova capitale Nova Roma (Nuova Roma) sul sito dell'antica città di Bisanzio, fornendola di un senato e di uffici pubblici simili a quelli di Roma. Quando morì Teodosio I, nel 395, l'Impero romano fu diviso definitivamente in due parti: una Orientale e una Occidentale. Dopo la caduta, nel 476, dell'Impero romano d'Occidente e le invasioni in Italia degli Ostrogoti, il Senato romano inizialmente sopravvisse ma poi finì gradualmente nel nulla. Nel 578 e 580 infatti, inviò due ambasciatori alla corte imperiale di Tiberio II Costantino a Costantinopoli, ma l'ultima attestazione dell'attività senatoriale è la Colonna di Foca, eretta nel 608 all'interno del Foro romano, in onore dell'imperatore che aveva donato il Pantheon al papa Bonifacio IV. Il senato romano scomparve tra il VII secolo e il VIII secolo.

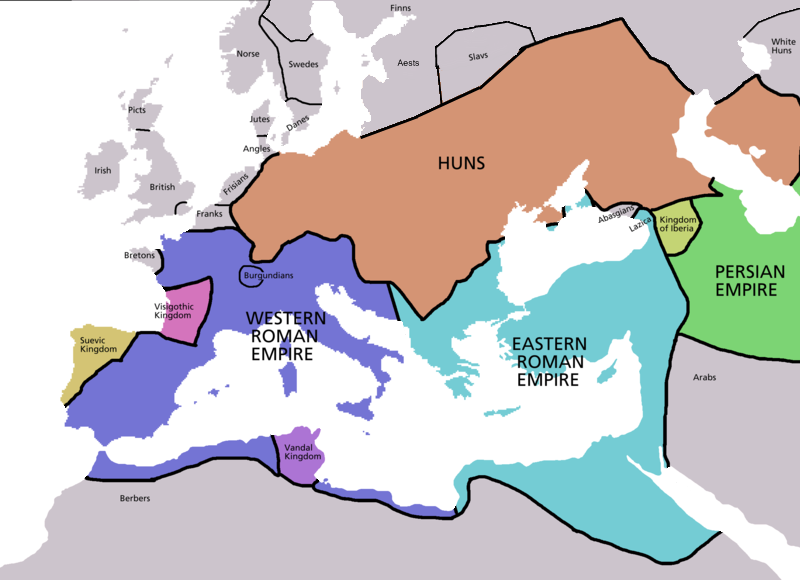
Gli imperi d'Oriente e d'Occidente nel 450.

## Epoca bizantina
Al tempo della divisione dell'impero romano nel 395, le responsabilità dei Pretori si erano ridotte a un ruolo puramente municipale. Il loro unico compito era gestire la spesa di denaro per l'esposizione di giochi o opere pubbliche. Tuttavia, con il declino degli altri uffici romani tradizionali come quello della tribuna, la Pretura rimase un importante portale attraverso il quale gli aristocratici potevano accedere ai Senati occidentali o orientali. La Pretura era una posizione dispendiosa da tenere, poiché si supponeva che i Pretori possedessero un tesoro dal quale potevano attingere fondi per i loro doveri municipali. Ci sono noti otto Pretori nell'impero romano d'Oriente che hanno condiviso l'onere finanziario tra di loro. Il senato romano tardo-orientale era molto diverso dal senato repubblicano poiché gli uffici di edile e tribuno erano da tempo in disuso e verso la fine del IV secolo la questura era sul punto di scomparire, salvo come un magistrato provinciale. L'Imperatore o lo stesso Senato potevano emettere un decreto per concedere a un uomo non nato nell'ordine Senatoriale un seggio al Senato. L'esenzione dalla costosa posizione di pretore sarebbe spesso conferita anche a persone che erano diventate senatrici in questo modo.
Il Senato in epoca bizantina non fu più un'assemblea deliberante, ma essenzialmente consultiva. D'altronde già il Senato di Roma era stato via via defraudato dei suoi poteri reali e delle sue funzioni dall'assolutismo degli imperatori. Nell'Impero bizantino tale perdita d'influenza del Senato continuò, anche se questo organo manterrà, fino all'XI secolo, alcune prerogative "costituzionali" e si assicurerà un certo spazio durante i periodi difficili della vita politica dell'impero, come nei momenti in cui il trono era vacante o era aperta una lotta di successione.
Questo accadde ai tempi del conflitto fra Costantino III da una parte, e la matrigna Martina col fratellastro Eracleona dall'altra, che finì con la deposizione per ordine del Senato, nel settembre 641, di questi ultimi. Essendo nel frattempo morto pure Costantino III (forse avvelenato), il Senato diede il trono all'undicenne Eraclio che assunse il nome di Costante II figlio di Costantino.
Ridotto a un ruolo meramente decorativo nell'epoca d'oro dell'Impero bizantino, ossia dall'inizio del IX secolo al 1025, periodo in cui il ruolo istituzionale dell'imperatore era incontrastato, il ruolo del Senato si accrebbe nuovamente dopo la morte dell'imperatore Basilio II per l'accresciuto ruolo dell'aristocrazia di Costantinopoli.
Negli ultimi anni di vita dell'impero l'appartenenza al Senato conferiva dignità di protospatario e infine, dopo la quarta crociata, pare che il titolo di senatore sia definitivamente sparito.

## Composizione
Il Senato era composto per lo più da uomini di stato e funzionari, che andavano dai più importanti uomini di stato dell'Impero, come il Magister officiorum e il Magister militum, ai governatori provinciali e ai funzionari pubblici in pensione. Le famiglie senatorie di Costantinopoli erano meno abbienti e meno distinte di quelle occidentali (dove anche le dimensioni del Senato erano aumentate a 2000 nel IV secolo). Alcuni aristocratici tentarono di diventare senatori per sfuggire alle difficili condizioni imposte loro dagli ultimi imperatori romani come Diocleziano (284-305). I curiales (borghesia romana) erano spesso costretti a diventare dei decurioni dove venivano accusati di partecipare al governo locale a proprie spese, oltre a dover riscuotere le tasse e pagare eventuali deficit dalle loro tasche. Come è stato riconosciuto a molti di coloro che cercavano seggi nel Senato lo facevano principalmente per sfuggire ai duri doveri del decurione. Teodosio I decretò che essi dovevano completare il loro servizio pubblico anche se diventavano senatori. Il Senato era guidato dal Prefetto della Città di Costantinopoli, che conduceva tutte le sue comunicazioni con l'Imperatore. Era composto da tre ordini:
- illustres, erano quelli che detenevano i più alti uffici nella Roma orientale, come il Magister militum e Prefetti del Pretorio;
- spectabiles, formavano la classe media del Senato e consistevano di importanti statisti come proconsoli, vicari e governatori militari delle province;
- clarissimi, erano la classe inferiore del senato ed erano legati ai governatori delle province e ad altri posti minori. Ai membri dei due ordini inferiori era permesso di vivere ovunque all'interno dell'Impero e in genere erano senatori inattivi.

La maggior parte dei membri attivi del Senato erano gli illustri, i cui importanti uffici erano di solito basati a Costantinopoli e quindi erano spesso in grado di frequentare il Senato. Entro la fine del V secolo le due classi inferiori furono completamente escluse dalla seduta al Senato. Durante il regno di Giustiniano I i numeri dei clarissimi aumentarono notevolmente, facendo sì che molti funzionari venissero promossi al rango di spectabiles e questo a sua volta causò un aumento del numero di illustres, che in precedenza era stata la classe d'élite del Senato. Di conseguenza, un nuovo ordine, i gloriosi, è stato creato per ospitare i senatori di più alto rango. È importante notare che essere un senatore era generalmente una carriera secondaria per la maggior parte dei membri del Senato, che di solito possedevano posizioni importanti all'interno del meccanismo amministrativo dell'Impero.

## Poteri e funzioni
Mentre i poteri del Senato erano limitati, poteva approvare risoluzioni (senatus consulta) che l'Imperatore poteva adottare e pubblicare sotto forma di editti. Poteva suggerire la legislazione imperiale, e agire di volta in volta come un organo consultivo. Alcune leggi imperiali presero la forma di "Orazioni al Senato" e furono lette ad alta voce davanti al corpo. L'imperatore romano d'Occidente, Valentiniano III, nel 446, formulò una procedura legislativa che concedeva al Senato il diritto di cooperazione, in cui ogni nuova legge doveva essere discussa in una riunione tra il Senato e il Consiglio prima di essere confermata dall'Imperatore. Questa procedura è stata inclusa nel codice di Giustiniano, sebbene non sia chiaro se sia stata adottata completamente in Oriente. Inoltre, l'Imperatore avrebbe usato il Senato come tribunale giudiziario, e a volte ci si riferiva a processi per alto tradimento. Anche i crimini ordinari sarebbero spesso giudicati da un tribunale composto dal prefetto della città e da cinque senatori scelti a sorte. Il Senato mantenne anche un significato costituzionale in quanto ufficialmente gli imperatori dovevano essere scelti dai militari e dal Senato, sebbene la successione fosse quasi sempre ereditaria.

## Rapporti con l'imperatore
Ci furono incidenti quando il Senato affrontò l'Imperatore e tentò di affermare l'autorità sulla base della sua importanza costituzionale per quanto riguarda la successione di un Imperatore. Nel 532 alcuni senatori diedero il loro sostegno ai rivoltosi di Nika contro Giustiniano I, a cui non piaceva né si fidava del ricco Senato. Dopo il 541, il Senato perse molti dei suoi membri a causa di un'epidemia di peste e durante il conseguente tumulto economico, Giustiniano confiscò la ricchezza di molti dei restanti senatori. Nel 608 durante il regno di Foca, Eraclio il Vecchio e suo figlio Eraclio furono dichiarati consoli con l'appoggio dei membri del Senato a Cartagine. Eraclio in seguito fu eletto imperatore. Il precedente imperatore Foca fu deposto dal Senato e arrestato in una chiesa da due senatori. Quando l'imperatore Eraclio morì nel 641, lasciò l'Impero per essere governato da due dei suoi figli: Costantino III dal suo primo matrimonio con Eudocia e Eracleona dal suo secondo matrimonio con Martina. L'imperatrice chiedeva il potere imperiale per se stessa (anche se molto probabilmente con il favore previsto per suo figlio), e lo dichiarò in una grande cerimonia tenuta nell'Ippodromo di Costantinopoli a cui parteciparono il Senato, alti funzionari e popolani di Costantinopoli. Il parere del Senato e del popolo fu fortemente contrario, preferendo entrambi che a regnare fossero i figli di Eraclio, e l'imperatrice Martina fu costretta a tornare nel Gran Palazzo di Costantinopoli in segno di sconfitta. Tuttavia, Costantino morì solo quattro mesi dopo, lasciando il suo fratellastro Eracleona come unico sovrano, e molte voci malignavano che la matrigna Martina che lo avesse assassinato. Poco dopo, iniziò una rivolta guidata dal generale dell'esercito di nome Valentinus, e Eracleona fu costretto ad accettare il suo giovane nipote Costante II, figlio del compianto Costantino, come condirettore. Nel tentativo di abbassare le possibilità di dominare Constante, Eracleona chiamò anche suo fratello minore Davide (Tiberio) come co-regnante. Ciò, tuttavia, non allentò il malcontento tra il Senato e il popolo, e presto il Senato depose Eracleona. Il suo naso fu tagliato, la lingua di Martina fu tagliata e furono esiliati a Rodi. Costante II divenne l'unico imperatore, sotto la reggenza del Senato.

## Declino e scioglimento del senato bizantino
Il potere del Senato fu gradualmente ridotto nel corso della storia, sebbene esistesse ancora nel XIII secolo. Dal settimo secolo in poi, si potrebbe dire che era meno un'istituzione che una classe di dignitari, poiché molti dei suoi poteri rimanenti come corpo furono rimossi dalle riforme legali dagli imperatori Basilio I e Leone VI. Lo stesso Senato conservò un notevole prestigio, specialmente nell'XI secolo, quando il "partito di corte" salì al potere dopo la morte di Basilio II. Con il trionfo finale della fazione militare sull'adesione di Alessio I Comneno il Senato iniziò a svanire nell'irrilevanza e il titolo di Senatore poteva essere acquistato all'Imperatore. Nel 1197 il Senato fu riunito insieme al clero e ai membri della corporazione della capitale per approvare una tassa speciale, l'Alamanikon. I senatori rifiutarono di essere valutati per la tassa, in quanto era contraria alle consuetudini, e l'imperatore fu costretto a tassare le province e ad esentare la capitale. L'ultimo atto conosciuto del Senato fu quello di eleggere Nicola Canabo come imperatore in opposizione contro Isacco II e Alessio IV durante la Quarta Crociata. Sotto la dinastia dei Paleologi il titolo di senatore sopravvisse per un certo periodo, ma nelle crisi della metà del XIV secolo e l'invasione e conquista da parte degli ottomani scomparve definitivamente nel 1453.

Sul lato orientale dell'Augustaion si trovava il Senato di Costantinopoli, costruito da Costantino o da suo nipote Giuliano.

## Sedi
C'erano due sedi del Senato a Costantinopoli: una, costruita da Costantino e restaurata da Giustiniano, era situata sul lato est dell'Augustaion, vicino al Palazzo Imperiale, in quella che sarà definita come Magnaura, ma dal VI secolo le udienze si svolsero al Palazzetto di Costantino, sul lato nord del Foro di Costantino.